# プラット・アンド・ホイットニー

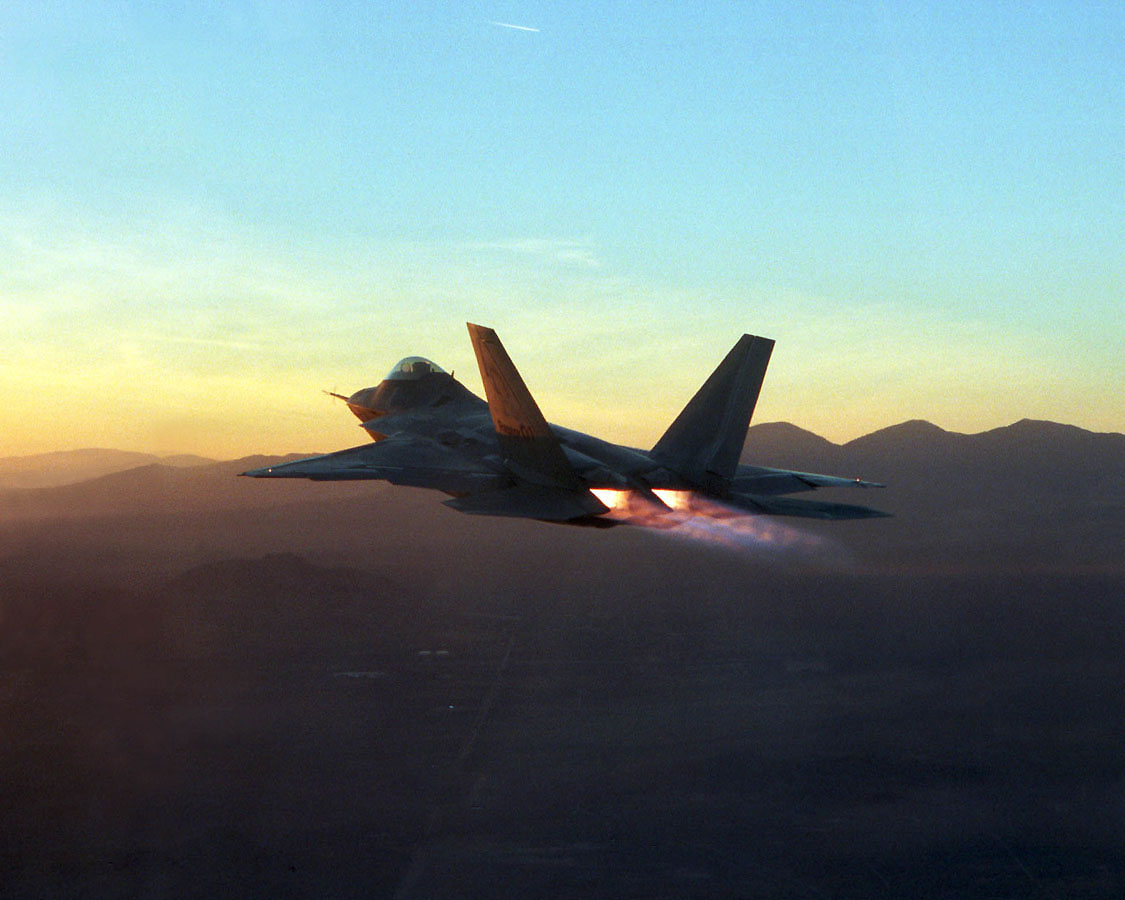
F119エンジンを積むF-22

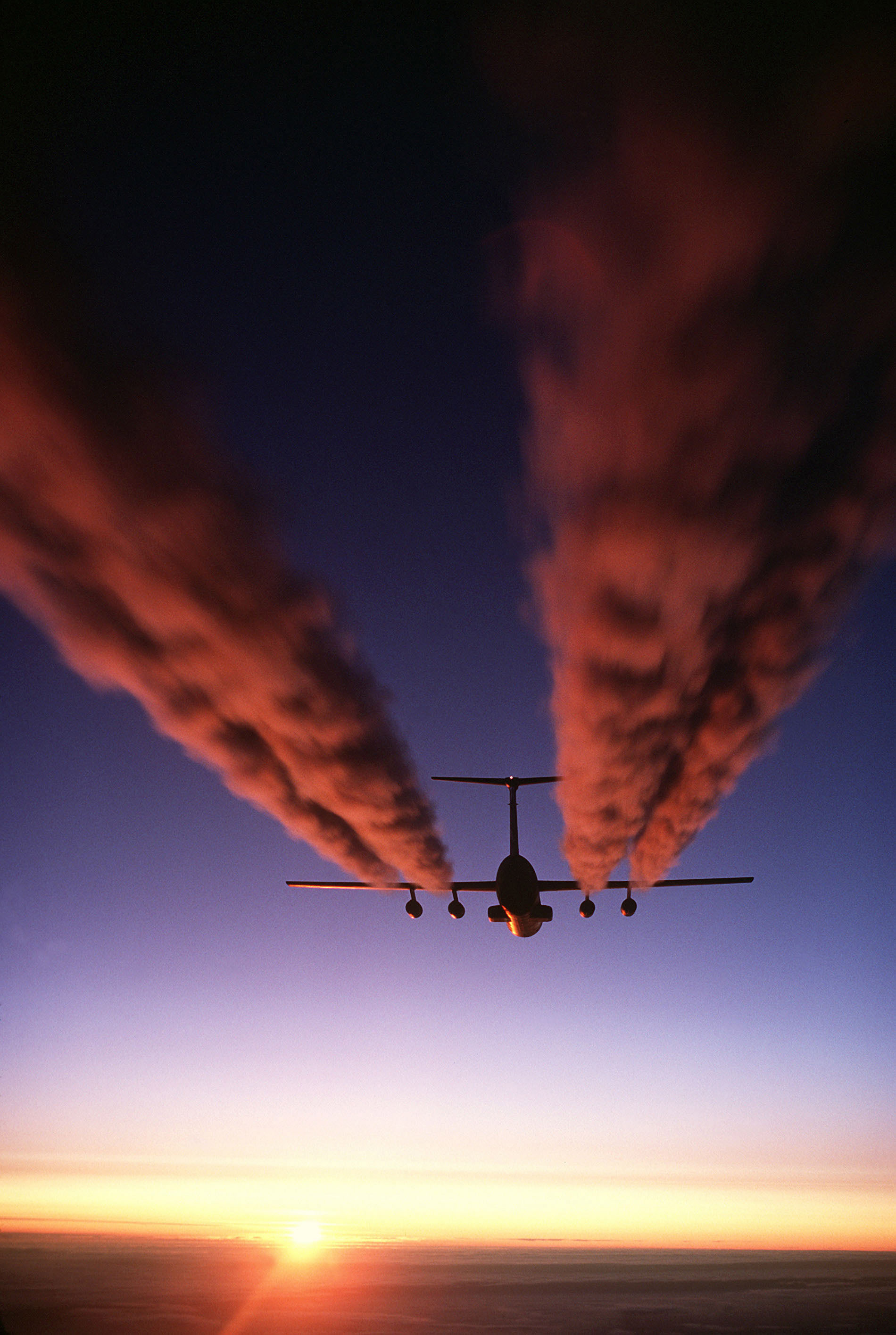
南極上空を飛行機雲を出しながら飛ぶ、TF33エンジンを搭載したC-141

プラット・アンド・ホイットニー（Pratt & Whitney、プラット・アンド・ウィトニー）は、アメリカ合衆国に本拠を置くレイセオン・テクノロジーズ（RTX）の航空機用エンジンブランドである。

## 概要
アメリカの複合企業（コングロマリット）、レイセオン・テクノロジーズの一部門である。民生用から軍事用まで広く手がけており、アメリカのゼネラル・エレクトリック傘下のGE・アビエーション、イギリスのロールス・ロイスに次ぐ、航空機用エンジンのビッグ3の一つである。航空機用エンジンに加えて、電力用ガスタービン、航海用、鉄道用エンジンや、ロケットエンジンなども製造している。

## 歴史
1860年にフランシス・プラット (Francis Pratt) と、エイモス・ホイットニー (Amos Whitney) によって、アメリカ・コネチカット州ハートフォードに設立される。当初はミシンや、南北戦争のアメリカ合衆国軍（北軍）用の銃などを製造するための工作機械を製造していた。
1925年、フレデリック・ブラント・レンチュラー（Frederick Brant Rentschler）が自ら考案した航空機用エンジンの組み立て場所と融資を希望して、プラット・アンド・ホイットニーに提案した。これを受けプラット・アンド・ホイットニーはレンチュラーに25万ドル出資、「プラット・アンド・ホイットニー」の名前と、製造場所を提供した。これが、プラット・アンド・ホイットニー・エアクラフト（Pratt & Whitney Aircraft Company）の始まりである。プラット・アンド・ホイットニーの最初のエンジンは、1925年のクリスマスイブに完成したワスプ（Wasp）であった。ワスプは試験で425馬力(317kW)の出力を記録し、1926年3月にはアメリカ海軍の認定試験を軽々と通過、10月までに海軍から200台のエンジンが発注されるに至る。ワスプが見せたスピード、上昇性、信頼性はアメリカの航空業界に革命をもたらした。
1929年、フレデリック・レンチュラーはプラット・アンド・ホイットニー・マシン・ツールの下を離れ、ユナイテッド・エアクラフト・アンド・トランスポート（ボーイングやユナイテッド航空の前身）に参画した。この時、プラット・アンド・ホイットニーの名前と会社をそのまま使用することが許可された。
その後、プラット・アンド・ホイットニーは工業の複合企業であるユナイテッド・テクノロジーズ（現レイセオン・テクノロジーズ）の一部門となり、関連会社として、プラット・アンド・ホイットニー・カナダ（Pratt & Whitney Canada）を設立した（当初はユナイテッド・エアクラフト・カナダ）。プラット・アンド・ホイットニーが大型のエンジンを製造する一方、プラット・アンド・ホイットニー・カナダは小型飛行機用エンジンの設計と製作を行った。
現在、プラット・アンド・ホイットニーの本部はコネチカット州イーストハートフォードにあり、工場はコネチカット州ミドルタウンとチェシャー、フロリダ州ウエストパームビーチ、メイン州ノースバーウィックにある。

## 民生用タービンエンジンと搭載機
- JT3C
  - ボーイング707
  - ダグラス DC-8
- JT3D/TF33
  - ボーイング707
  - ダグラス DC-8
- JT8D
  - ボーイング727
  - ボーイング737-100/-200
  - ダッソー メルキュール

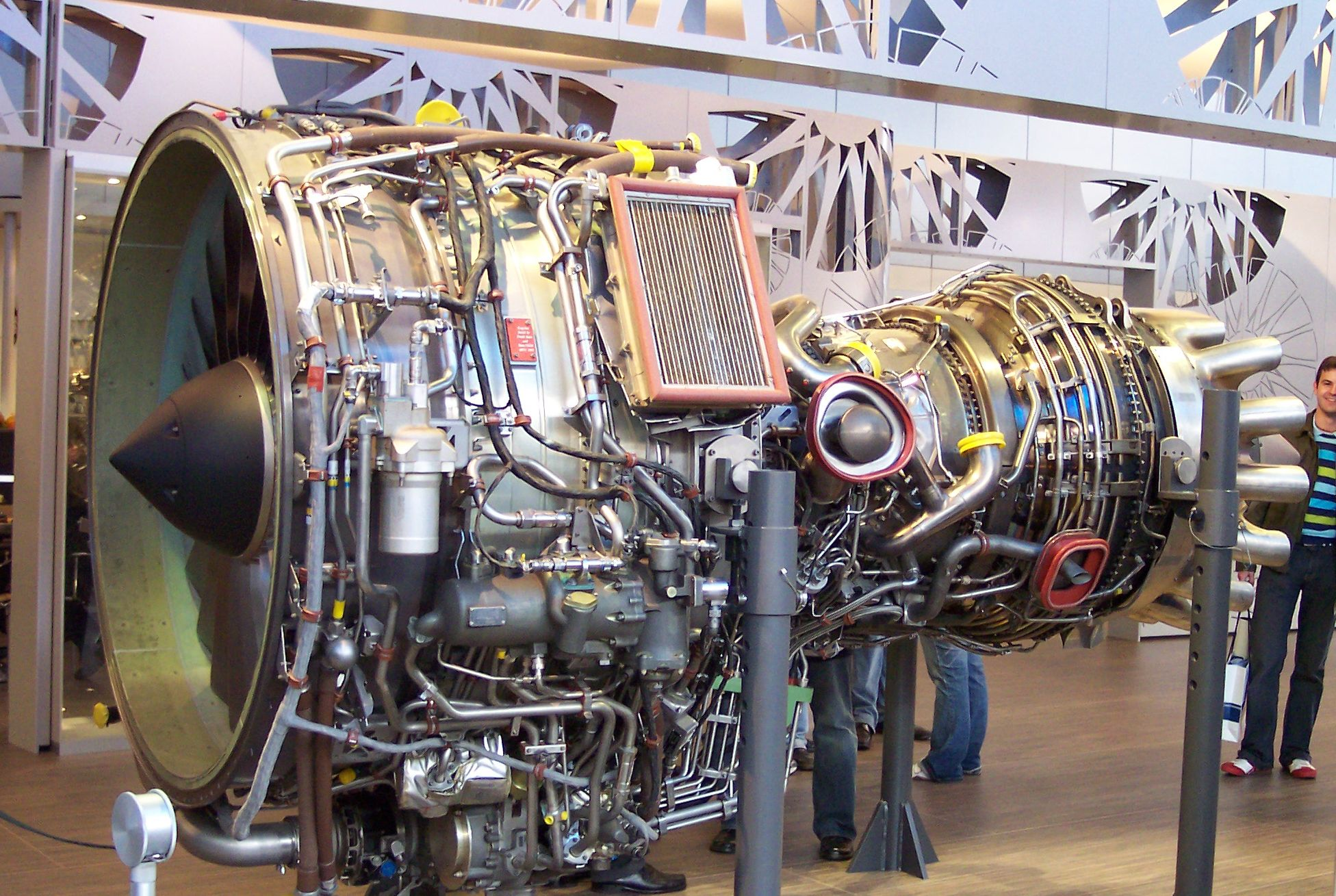
PW6000エンジン

  - ダグラス DC-9、マクドネル・ダグラス MD-80
  - シュド・カラベル
  - 川崎C-1
  - サーブ 37 ビゲン（ボルボ・フリグモーターがアフターバーナー搭載型PM8に改造）
- JT9D
  - エアバスA300
  - エアバスA310
  - ボーイング747-100/SR/-200/SP/-300
  - ボーイング767
  - マクドネル・ダグラス DC-10
- JT15D
  - セスナ サイテーション
- PW1000G (ギヤードターボファンエンジン)
  - ボンバルディア Cシリーズ
  - イルクート MS-21
  - エアバスA320neo
  - Mitsubishi SpaceJet
- PW2000/F117-PW-100
  - ボーイング757
  - イリューシンIL96M
  - C-17グローブマスターIII
- PW4000
  - エアバスA300-600
  - エアバスA310-300
  - エアバスA330
  - ボーイング747-400
  - ボーイング767
  - ボーイング777
  - マクドネル・ダグラス MD-11
- PW6000
  - エアバスA318
- インターナショナル・エアロ・エンジン V2500
  - エアバスA320
    - エアバスA318
    - エアバスA319
    - エアバスA321
    - エアバス コーポレートジェット

  - マクドネル・ダグラス MD-90
- エンジンアライアンス GP7200
  - エアバスA380

## 軍事用タービンエンジンと搭載機
- J52（英語版）
  - A-4 スカイホーク
  - A-6 イントルーダー
  - EA-6 プラウラー
- J57
  - F4D スカイレイ
  - F-8 クルセイダー
  - F-100 スーパーセイバー
  - F-101 ヴードゥー
  - F-102 デルタ・ダガー
- J75（英語版）
  - F-105 サンダーチーフ
  - F-106 デルタ・ダート
- JT3D/TF33
  - E-3 セントリー（アメリカ空軍及びNATO軍配備分の機体）
  - E-8 ジョイント・スターズ
  - KC-135 ストラトタンカー
  - RC-135 リベット・ジョイント
  - B-52 ストラトフォートレス
  - C-141 スターリフター
- J58/JT11D
  - SR-71 ブラックバード
- TF30
  - F-111 アードバーク
  - F-14A トムキャット
  - A-7 コルセア II
- F100
  - F-15 イーグル
  - F-15E ストライク・イーグル
  - F-16 ファイティング・ファルコン
- F119
  - F-22 ラプター
- F135
  - F-35 ライトニングII

## ロケットエンジンと搭載機
- H-1 - (RP-1/LOX)
  - サターンI
  - サターンIb
  - ジュピター
  - デルタロケット
- F-1 - (RP-1/LOX)
  - サターンV
- J-2 - (LH2/LOX)
  - サターンIB
  - サターンV
- SSME - (LH2/LOX)
  - スペースシャトル
- RS-68 - (LH2/LOX)
  - デルタ IV 1段目
- RS-27A - (RP-1/LOX)
  - デルタ II
  - デルタ III
  - アトラス ICBM
- RL-10
- RL-60
- RLX
- RD-0146
- RD-180
- COBRA

## レシプロエンジン

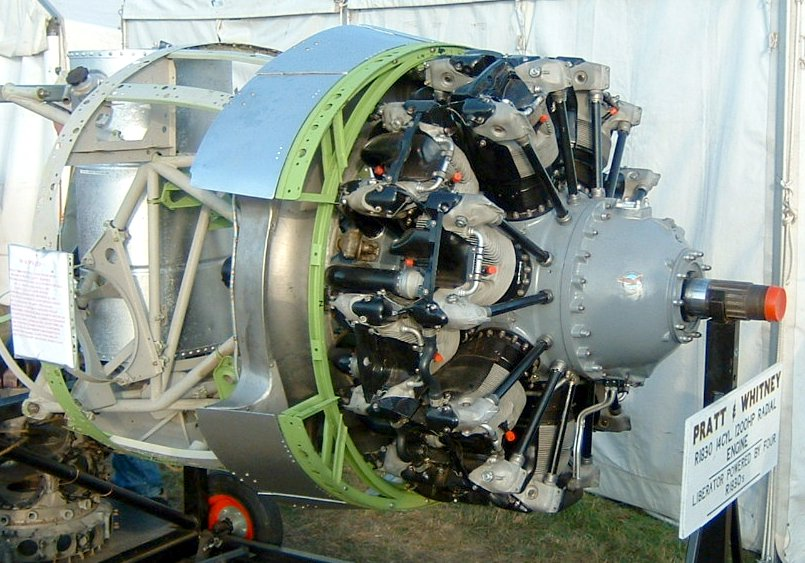
ツインワスプエンジン

- R-1340 ワスプ - 空冷、星型9気筒、21.96L, 410-600hp以上
- R-1690 ホーネット - 空冷、星型9気筒、27.69L, 525-800hp以上
- R-1860 ホーネット  - 空冷、星型9気筒、30.48L, 575-860hp以上
- R-985 ワスプ・ジュニア - 空冷、星型9気筒、16.14L, 300hp以上
- R-1535 ツインワスプ・ジュニア - 空冷、複列星型14気筒、25.15L, 825hp以上
- R-1830 ツインワスプ - 空冷、複列星型14気筒、29.99L, 1350hp以上
- R-2180 ツインホーネット/ツインワスプ E - 空冷、複列星型14気筒、35.7L, 1400hp以上
- R-2800 ダブルワスプ - 空冷、複列星型18気筒、45.96L, 2500hp以上
- R-4360 ワスプ・メジャー - 空冷、4重星型28気筒、71.05L, 3000-4300hp

## 自家発電装置
- FT8 POWERPAC (屋外定置型ガスタービン発電装置)
- FT8 Combined Cycle (コンバインドサイクル発電装置)
- FT8 MOBILEPAC (トレーラー移動型ガスタービン発電装置)
- FT8 SWIFTPAC (簡易(30日以内[1])設置型ガスタービン発電装置)